# الدوري المكسيكي الممتاز 1982-83
الدوري المكسيكي الممتاز 1982-83 (بالإسبانية: Primera División de México 1982-83)‏ هو موسم من الدوري المكسيكي الممتاز. كان عدد الأندية المشاركة فيه 20، وفاز فيه نادي بويبلا.